# Кіреєвка-2
Киреєвка-2 — стародавнє поселення ранньої бронзової доби (3 тис. до Р. Х.) та середньовіччя (VIII—X ст.), розташоване біля хутора Киреєвка Октябрського району Ростовської області.

## Дослідження
Поселення Киріївка-2 було відкрито в 2006 році при проведенні обстеження траси магістрального газопроводу «КС Сохрановка — КС Октябрська». Розташовано за 1,7 км на північний схід від хутора Киреєвка.
На розкопі виявлено чотири шари.

## Поселення бронзової доби
Увагу привернуло скупчення великих кам'яних брил серед орного поля. Тут почалися археологічні розкопки на площі 3 520 м². Роботи проводилися вручну, робітники знімали ґрунт тонкими шарами товщиною близько 20 сантиметрів, всі виявлені знахідки відмічалися й наносилися на загальний план селища. Аналіз знахідок дозволив зробити висновки, що скупчення брил і уламків пісковику було зруйнованим святилищем прадавніх людей. Ймовірно, святилище спочатку було круглим, а в його центрі стояли вертикально брили пісковику. Залишки споруди датовані бронзовою добою.
Фрагменти ліпної кераміки відносяться до пізньої бронзової доби — зрубної культури кінця II — початку I тисячоліття до Р. Х.
В розкопі знайдено кілька крем'яних виробів, ніж, зроблений з вулканічного скла обсидіану на ножеподібній пластині. Ніж датується епохою ранньої бронзи.

## Хозарське поселення
В першому шарі знайдені шматки амфорної кераміки епохи пізнього середньовіччя — VIII—X сторіч, що відносяться до салтово-маяцької культури.
Виявлено вогнище з золою і дрібним вугіллям. Фрагменти кераміки дозволили встановити час життя людей — VIII—X сторіччя. В цей час робили посуд, подібний розкопаному.
В середні віки люди в місцях тимчасового проживання людей не будували кам'яних споруд, а жили в простих наземних спорудах, котрі не збереглися до теперішнього часу. При цьому люди завжди виривали ями різного призначення. В одній з ям археологи виявили уламки амфор та залізний ніж з гачком на черешку.